# Реза Гучанеџад
Реза Гучанеџад Нурнија (перс. رضا قوچان‌نژاد نورنیا‎‎, латинизовано: ; Машхад, 20. септембар 1987) професионални је ирански фудбалер који примарно игра на позицији нападач.

## Клупска каријера
Гучанеџад је рођен септембра 1987. у иранском граду Машхаду, али су његови родитељи емигрирали у Холандију убрзо после његовог рођења. Фудбалом је озбиљније почео да се бави након што је као једанаестогодишњи дечак почео да похађа фудбалску академију Херенвена. Као професионалац дебитовао је управо у Херенвену током 2005. године, а у Холандији је у наредних 8 сезона играо још и за екипе Го ахед иглса, Камбура и Емена.
Играо је још и за белгијске Синт Тројден и Стандард из Лијежа, те за енглески Чарлтон атлетик.

## Репрезентативна каријера
С обзиром на чињеницу да је одрастао у Холандији, Гучанеџад је играо за све млађе репрезентативне селекције Холандије. Године 2012. одлучује се да промени спортско држављанство и да убудуће игра за своју родну земљу.
За сениорску репрезентацију Ирана дебитовао је 11. септембра 2012. у утакмици квалификација за СП 2014. против селекције Либана. На Светском првенству у Бразилу 2014. одиграо је све три утакмице групне фазе, а у утакмици последњег кола против селекције Босне и Херцеговине постигао је свој први, а уједно и једини гол Ирана на том такмичењу. Потом је играо за Иран и на Азијском купу 2015. у Аустралији где су Иранци заустављени у четвртфиналу од Ирака.
Селектор Карлос Кејроз уврстио га је на списак играча за Светско првенство 2018. у Русији, где није одиграо нити један минут у прве три утакмице у групи Б. Након светског првенства у Русији Гучанеџад је објавио да је завршио са репрезентативном каријером.
За репрезентацију Ирана је одиграо укупно 44 утакмице и постигао је 16 голова.

### Голови за репрезентацију
| №   | Датум              | Место     | Ривал               | Гол. | Рез. | Такмичење                      |
| --- | ------------------ | --------- | ------------------- | ---- | ---- | ------------------------------ |
| 1.  | 6. фебруар 2013.   | Техеран   | Либан               | 1:0  | 5:0  | Квалификације за АФК куп 2015. |
| 2.  | 6. фебруар 2013.   | Техеран   | Либан               | 4–0  | 5:0  | Квалификације за АФК куп 2015. |
| 3.  | 4. јун 2013.       | Доха      | Катар               | 1:0  | 1:0  | Квалификације за СП 2014.      |
| 4.  | 11. јун 2013.      | Техеран   | Либан               | 3:0  | 4:0  | Квалификације за СП 2014.      |
| 5.  | 18. јун 2013.      | Улсан     | Јужна Кореја        | 1:0  | 1:0  | Квалификације за СП 2014.      |
| 6.  | 15. октобар 2013.  | Техеран   | Тајланд             | 2:0  | 2:1  | Квалификације за АФК куп 2015. |
| 7.  | 15. новембар 2013. | Бангкок   | Тајланд             | 2:0  | 3:0  | Квалификације за АФК куп 2015. |
| 8.  | 19. новембар 2013. | Бејрут    | Либан               | 4:0  | 4:1  | Квалификације за АФК куп 2015. |
| 9.  | 5. март 2014.      | Техеран   | Гвинеја             | 1:2  | 1:2  | Пријатељска утакмица           |
| 10. | 8. јун 2014.       | Сао Паоло | Тринидад и Тобаго   | 2:0  | 2:0  | Пријатељска утакмица           |
| 11. | 25. јун 2014.      | Салвадор  | Босна и Херцеговина | 1:2  | 1:3  | Светско првенство 2014.        |
| 12. | 19. јануар 2015.   | Бризбејн  | УАЕ                 | 1:0  | 1:0  | АФК азијски куп 2015.          |
| 13. | 23. јануар 2015.   | Канбера   | Ирак                | 3:3  | 3:3  | АФК азијски куп 2015.          |
| 14. | 1. септембар 2016. | Техеран   | Катар               | 1:0  | 2:0  | Квалификације за СП 2018.      |
| 15. | 10. новембар 2016. | Шах Алам  | Папуа Нова Гвинеја  | 3:1  | 8:1  | Пријатељска утакмица           |
| 16. | 10. новембар 2016. | Шах Алам  | Папуа Нова Гвинеја  | 5:1  | 8:1  | Пријатељска утакмица           |

## Успеси и признања
ФК Херенвен
- Холандски куп (1): 2008/09.